# Niedrzwica Duża (gemeente)
De gemeente Niedrzwica Duża is een landgemeente in het Poolse woiwodschap Lublin, in powiat Lubelski.
De zetel van de gemeente is in Niedrzwica Duża.
Op 30 juni 2004 telde de gemeente 10 957 inwoners.

## Oppervlakte gegevens
In 2002 bedroeg de totale oppervlakte van gemeente Niedrzwica Duża 106,82 km², waarvan:
- agrarisch gebied: 84%
- bossen: 9%

De gemeente beslaat 6,36% van de totale oppervlakte van de powiat.

## Demografie
Stand op 30 juni 2004:
| Omschrijving                   | Totaal | Totaal | Vrouwen | Vrouwen | Mannen | Mannen |
| ------------------------------ | ------ | ------ | ------- | ------- | ------ | ------ |
| eenheid                        | aantal | %      | aantal  | %       | aantal | %      |
| inwoners                       | 10 957 | 100    | 5604    | 51,1    | 5353   | 48,9   |
| bevolkingsdichtheid (inw./km²) | 102,6  | 102,6  | 52,5    | 52,5    | 50,1   | 50,1   |

In 2002 bedroeg het gemiddelde inkomen per inwoner 1164,52 zł.

## Plaatsen
Borkowizna, Czółna, Krebsówka, Krężnica Jara, Majdan Sobieszczański, Marianka, Niedrzwica Duża, Niedrzwica Kościelna, Osmolice-Kolonia, Radawczyk-Kolonia Pierwsza, Sobieszczany, Sobieszczany-Kolonia, Strzeszkowice Duże, Strzeszkowice Małe, Tomaszówka, Trojaczkowice, Warszawiaki, Załucze.

## Aangrenzende gemeenten
Bełżyce, Borzechów, Głusk, Lublin, Konopnica, Strzyżewice, Wilkołaz

## Geschiedenis
In de Tweede Wereldoorlog was bij het dorp Tomaszówka het nazi-werkkamp kamp Tomaszówka. Het kamp werd gesticht voor slaven die de waterloop van de beken moesten reguleren. Tijdens Aktion Reinhard ressorteerde het kamp onder kamp Sobibor.